# مانانگ ایر
مانانگ ایر (به انگلیسی: Manang Air) یک شرکت هواپیمایی است. قطب مانانگ ایر در فرودگاه بین‌المللی تریبهوان قرار دارد.